# Houlder Bluff
Das Houlder Bluff (in Argentinien und Chile Monte Houlder) ist ein rund 300 m hohes Kliff an der Nordküste von Elephant Island im Archipel der Südlichen Shetlandinseln. Es überragt den Point Wild.
Der britische Polarforscher Ernest Shackleton benannte es im Zuge seiner Endurance-Expedition (1914–1917) im Glauben, es handele sich um einen Berg, als Mount Frank Houlder. Wissenschaftler der British Joint Services Expedition (1970–1971) klärten die eigentliche Natur des Objekts auf. Das UK Antarctic Place-Names Committee passte 1971 Shackletons Benennung dementsprechend an. Namensgeber ist der britische Unternehmer Frank Houlder (1867–1936), Inhaber der Dampfschifffahrtsgesellschaft Houlder Line aus London, welcher Shackletons Expedition behilflich war.